# Prueba de fijación del complemento
El ensayo de fijación del complemento es una prueba  inmunológica que se puede usar para detectar la presencia de un anticuerpo específico o un antígeno específico en el suero de un paciente, en función de si se produce la fijación del complemento. Ha sido justificado y ampliamente utilizado para diagnosticar infecciones en particular de microbios que no se detectan fácilmente con métodos de cultivo y en enfermedades reumáticas. Sin embargo, en los laboratorios de diagnóstico clínico se ha sustituido en gran medida por otros métodos serológicos, como los ELISA y los métodos de detección de patógenos basados en el ADN, en particular la PCR .

## Proceso
El sistema del complemento es un sistema de proteínas séricas que reaccionan con los complejos antígeno-anticuerpo. Si esta reacción aparece en la superficie de una célula, resultará en la formación de poros trans-membrana y por lo tanto, la destrucción de la célula. Los pasos básicos de una prueba de fijación del complemento son los siguientes:
1. Se toma la muestra de suero.
2. Los diferentes individuos presentan diferentes niveles de las proteínas del complemento en su suero. Para anular cualquier efecto que esto pueda tener en el ensayo, estas proteínas del complemento en el suero deben destruirse y reemplazarse por una cantidad conocida de proteínas del complemento estandarizadas. 
  1. El suero se calienta de tal manera que todas las proteínas del complemento que contenga, pero ninguno de los anticuerpos, se destruyan. (Esto es posible porque las proteínas del complemento son mucho más susceptibles a la destrucción por calor que los anticuerpos. )
  2. Se agrega al suero una cantidad conocida de proteínas del complemento estándar (estas proteínas se obtienen con frecuencia del suero de cobaya ).
3. El antígeno de interés se añade al suero.
4. Se agregan al suero glóbulos rojos  de oveja (sRBC)[3] que se han unido previamente a los anticuerpos anti-sRBC. La prueba se considera negativa si la solución se vuelve rosa en este punto y positiva en caso contrario.

Si el suero contiene anticuerpos contra el antígeno de interés, estos se unirán al antígeno en el paso 3 para formar complejos antígeno-anticuerpo. Las proteínas del complemento reaccionarán con estos complejos y se consumirán. Así, cuando los complejos de anticuerpos sRBC se agregan en el paso 4, no quedará complemento en el suero. Sin embargo, si no hay anticuerpos contra el antígeno de interés, el complemento no se agotará y reaccionará con los complejos de anticuerpos sRBC agregados en el paso 4, lisando los sRBC y dispersando su contenido en la solución, que tomará color rosa. .

## Ensayo de antígeno
Si bien la detección de anticuerpos es el formato de ensayo más común, también es posible determinar la presencia de antígeno. En este caso, el suero se complementa con un anticuerpo específico para inducir la formación de complejos; la adición de complemento e indicador sRBC se realiza de igual manera que para el anticuerpo.. 

## Ensayos semicuantitativos
El ensayo puede ser cuantitativo si se utilizan una serie de diluciones del suero  y determinando el factor de dilución más alto que da reacción positiva. Este factor de dilución corresponde a lo que se llama el  título. 